# Ardan
Ardan – wieś w Rumunii, w okręgu Bistrița-Năsăud, w gminie Șieu. W 2011 roku liczyła 749 mieszkańców.